# Sebastián Cristóforo
Sebastián Carlos Cristóforo Pepe (ur. 23 sierpnia 1993 w Montevideo) – urugwajski piłkarz występujący na pozycji środkowego lub defensywnego pomocnika w klubie CA Peñarol. Wychowanek CA Peñarol, były reprezentant Urugwaju do lat 20. Posiada także obywatelstwo włoskie.
Jego brat Federico Cristóforo również jest piłkarzem.

## Kariera klubowa

### Peñarol
Cristóforo rozpoczął swoją karierę w szkółce piłkarskiej CA Peñarol, skąd w maju 2011 roku ówczesny menadżer Diego Aguirre awansował go do kadry pierwszego zespołu ze względu na zobowiązania klubu w rozgrywkach Copa Libertadores. 29 maja 2011 roku zadebiutował w barwach klubu zmieniając Nicolása Domingo w 73. minucie zremisowanego 2:2 spotkania z Centralem Español. 29 maja 2012 roku zdobył swojego pierwszego gola dla klubu, ustalając wynik podczas wygranego 4:1 meczu z Bella Vista. Z czasem na stałe wywalczył sobie miejsce w podstawowym składzie, przyczyniając się do zdobycia w sezonie 2012/13 mistrzostwa Urugwaju.

### Sevilla
11 sierpnia 2013 roku Cristóforo został zawodnikiem hiszpańskiej Sevilli, z którą związał się pięcioletnią umową. Trzy dni później po raz pierwszy wystąpił w nowych barwach, wychodząc w podstawowym składzie na przegrane 2:3 spotkanie z Barceloną. Sezon 2013/14 zakończył z 12 występami z powodu kontuzji kolana, której doznał w marcu 2014 roku.

## Kariera reprezentacyjna
W 2013 roku reprezentacja Urugwaju do lat 20 z Cristóforo w składzie dotarła do finału młodzieżowych Mistrzostw Świata, w którym po serii rzutów karnych poległa z Francją.

## Statystyki kariery
(aktualne na dzień 6 maja 2019)
| Klub               | Sezon              | Liga               | Liga  | Liga   | Puchary krajowe | Puchary krajowe | Puchary kontynentalne | Puchary kontynentalne | Suma  | Suma   |
| Klub               | Sezon              | Liga               | Mecze | Bramki | Mecze           | Bramki          | Mecze                 | Bramki                | Mecze | Bramki |
| ------------------ | ------------------ | ------------------ | ----- | ------ | --------------- | --------------- | --------------------- | --------------------- | ----- | ------ |
| Peñarol            | 2010/11            | Primera División   | 1     | 0      | 0               | 0               | 0                     | 0                     | 1     | 0      |
| Peñarol            | 2011/12            | Primera División   | 22    | 1      | 0               | 0               | 8                     | 0                     | 30    | 1      |
| Peñarol            | 2012/13            | Primera División   | 22    | 0      | 0               | 0               | 6                     | 0                     | 28    | 0      |
| Peñarol            | 2013/14            | Primera División   | 0     | 0      | 0               | 0               | 1                     | 0                     | 1     | 0      |
| Sevilla FC         | 2013/14            | Primera División   | 12    | 0      | 2               | 0               | 7                     | 0                     | 21    | 0      |
| Sevilla FC         | 2014/15            | Primera División   | 0     | 0      | 2               | 0               | 0                     | 0                     | 2     | 0      |
| Sevilla FC         | 2015/16            | Primera División   | 21    | 0      | 6               | 0               | 6                     | 0                     | 33    | 0      |
| ACF Fiorentina     | 2016/17            | Serie A            | 19    | 0      | 2               | 0               | 6                     | 1                     | 27    | 1      |
| ACF Fiorentina     | 2017/18            | Serie A            | 7     | 0      | 0               | 0               | 0                     | 0                     | 7     | 0      |
| Getafe CF          | 2018/19            | Primera División   | 15    | 0      | 5               | 0               | 0                     | 0                     | 20    | 0      |
| Ogólnie w karierze | Ogólnie w karierze | Ogólnie w karierze | 135   | 1      | 17              | 0               | 35                    | 1                     | 187   | 2      |

## Sukcesy
Peñarol
- Mistrzostwo Urugwaju: 2012/13

Sevilla
- Liga Europy: 2013/14, 2014/15

Urugwaj
- Wicemistrzostwa Świata do lat 20: 2013